# South Bend, Washington
South Bend är administrativ huvudort i Pacific County i delstaten Washington i USA. South Bend har varit huvudort i countyt sedan 1893. Vid 2010 års folkräkning hade South Bend 1 637 invånare.